# Hentai
Hentai (変態) betyder på japansk perverteret eller pervers, og  bruges om  japansk pornografi med tegnede figurer (håndtegnet eller via computergrafik), typisk i form af anime, manga og computerspil. 
Ligesom i vesterlandsk pornografi findes der mange typer af hentai, lige fra pinup-billeder til skildringer af forskellige typer samlejer, ligesom der forekommer mange aspekter af seksuelle lyster, fra helt normal samlejesex til sadomasochisme og dyresex. I en af undergenrerne forekommer tentakler, der trænger ind i kvinden (eller manden).
Trods det seksuelle indhold sker det ofte, at personerne er tegnet som meget unge (et generelt træk i japansk tegneseriekunst, se lolicon).
Et fællestræk for den meste hentai (spil/anime/tegneserier) er, at den ikke kun består af pornografiske elementer, men at der også forekommer en historie. Hentai kan dog også fokusere primært på den seksuelle del.
Afbildning af kønsorganer er forbudt i Japan, og hentaiudgivelser benytter ofte tydelig censur, undtagen i nogle tilfælde, hvor Hentai er blevet tegnet eller distribueret uden for Japan.

## Hentai vs. sexforbrydelser
Vestlige forsøg på at kritisere den japanske pornografi støder på det forhold, at frekvensen af seksuelle forbrydelser i Japan trods den omfattende distribution af hentai (inkl. lolita-motiver) er lavere end i de fleste andre lande. Der er således intet videnskabeligt belæg for at hævde, at hentai-pornografi fører til overgreb.

## Faglitteratur / Kilder
- Nicolas Barbano: Japanimation! (Kosmorama nr. 206, 1993)
- Nicolas Barbano: De smovser i perverse tegneserier (PS Pige-Special nr. 6, 1994)
- Nicolas Barbano: Voldsporno gør os til lovlydige borgere! (PS Pige-Special nr. 1, 1997)
- Nicolas Barbano: Kinky Comics: Forbudt for voksne (Tidens Mand nr. 4, 2001)
- Helen McCarthy og Jonathan Clements: The Erotic Anime Movie Guide (Titan Books, 1998)

## Fodnoter
1. ↑  Wikipedia - Criticism of the Japanese government
2. ↑  Milton Diamond, Ph.D. og Ayako Uchiyama: Pornography, Rape and Sex Crimes in Japan (International Journal of Law and Psychiatry 22(1): 1-22. 1999)